# Liste des planètes mineures (754001-755000)
Voici la liste des planètes mineures numérotées de 754001 à 755000. Les planètes mineures sont numérotées lorsque leur orbite est confirmée, ce qui peut parfois se produire longtemps après leur découverte. Elles sont classées ici par leur numéro.

## Planètes mineures 754001 à 755000
- (754001) 2016 FG18
- (754002) 2016 FN18
- (754003) 2016 FV18
- (754004) 2016 FX18
- (754005) 2016 FO23
- (754006) 2016 FF24
- (754007) 2016 FU28
- (754008) 2016 FV32
- (754009) 2016 FE34
- (754010) 2016 FO34
- (754011) 2016 FL38
- (754012) 2016 FS38
- (754013) 2016 FL42
- (754014) 2016 FV43
- (754015) 2016 FB45
- (754016) 2016 FB52
- (754017) 2016 FA53
- (754018) 2016 FP55
- (754019) 2016 FP56
- (754020) 2016 FT56
- (754021) 2016 FV56
- (754022) 2016 FM57
- (754023) 2016 FP57
- (754024) 2016 FH64
- (754025) 2016 FW66
- (754026) 2016 FS67
- (754027) 2016 FR68
- (754028) 2016 FD70
- (754029) 2016 FE73
- (754030) 2016 FJ96
- (754031) 2016 FX100
- (754032) 2016 GU7
- (754033) 2016 GD11
- (754034) 2016 GO11
- (754035) 2016 GM12
- (754036) 2016 GY13
- (754037) 2016 GL14
- (754038) 2016 GQ14
- (754039) 2016 GY14
- (754040) 2016 GV15
- (754041) 2016 GY15
- (754042) 2016 GE16
- (754043) 2016 GF16
- (754044) 2016 GZ16
- (754045) 2016 GP18
- (754046) 2016 GZ24
- (754047) 2016 GU25
- (754048) 2016 GG26
- (754049) 2016 GT28
- (754050) 2016 GV29
- (754051) 2016 GC38
- (754052) 2016 GZ40
- (754053) 2016 GJ41
- (754054) 2016 GB46
- (754055) 2016 GJ47
- (754056) 2016 GB51
- (754057) 2016 GP53
- (754058) 2016 GU56
- (754059) 2016 GC60
- (754060) 2016 GP60
- (754061) 2016 GQ66
- (754062) 2016 GP68
- (754063) 2016 GZ68
- (754064) 2016 GN69
- (754065) 2016 GN71
- (754066) 2016 GY71
- (754067) 2016 GB72
- (754068) 2016 GM76
- (754069) 2016 GK79
- (754070) 2016 GN80
- (754071) 2016 GN85
- (754072) 2016 GK90
- (754073) 2016 GV91
- (754074) 2016 GH93
- (754075) 2016 GX94
- (754076) 2016 GN95
- (754077) 2016 GX104
- (754078) 2016 GG107
- (754079) 2016 GH112
- (754080) 2016 GW112
- (754081) 2016 GZ112
- (754082) 2016 GJ113
- (754083) 2016 GH118
- (754084) 2016 GP118
- (754085) 2016 GB119
- (754086) 2016 GL124
- (754087) 2016 GB127
- (754088) 2016 GE128
- (754089) 2016 GH129
- (754090) 2016 GL137
- (754091) 2016 GX138
- (754092) 2016 GP140
- (754093) 2016 GF141
- (754094) 2016 GG142
- (754095) 2016 GV143
- (754096) 2016 GJ145
- (754097) 2016 GH146
- (754098) 2016 GQ153
- (754099) 2016 GG154
- (754100) 2016 GA155
- (754101) 2016 GT155
- (754102) 2016 GB156
- (754103) 2016 GL157
- (754104) 2016 GC158
- (754105) 2016 GV158
- (754106) 2016 GU162
- (754107) 2016 GE163
- (754108) 2016 GH166
- (754109) 2016 GZ166
- (754110) 2016 GQ167
- (754111) 2016 GQ169
- (754112) 2016 GB172
- (754113) 2016 GF174
- (754114) 2016 GL175
- (754115) 2016 GN177
- (754116) 2016 GZ177
- (754117) 2016 GP178
- (754118) 2016 GS179
- (754119) 2016 GL182
- (754120) 2016 GE185
- (754121) 2016 GY186
- (754122) 2016 GM191
- (754123) 2016 GB194
- (754124) 2016 GF195
- (754125) 2016 GP198
- (754126) 2016 GN200
- (754127) 2016 GU201
- (754128) 2016 GE203
- (754129) 2016 GH207
- (754130) 2016 GC208
- (754131) 2016 GD209
- (754132) 2016 GA212
- (754133) 2016 GJ212
- (754134) 2016 GW212
- (754135) 2016 GA214
- (754136) 2016 GC215
- (754137) 2016 GM218
- (754138) 2016 GU218
- (754139) 2016 GB220
- (754140) 2016 GN225
- (754141) 2016 GC227
- (754142) 2016 GO229
- (754143) 2016 GK231
- (754144) 2016 GH236
- (754145) 2016 GU237
- (754146) 2016 GM238
- (754147) 2016 GS238
- (754148) 2016 GV239
- (754149) 2016 GE240
- (754150) 2016 GO242
- (754151) 2016 GF244
- (754152) 2016 GK248
- (754153) 2016 GC249
- (754154) 2016 GN249
- (754155) 2016 GY252
- (754156) 2016 GS257
- (754157) 2016 GF258
- (754158) 2016 GK258
- (754159) 2016 GV259
- (754160) 2016 GL261
- (754161) 2016 GS261
- (754162) 2016 GA263
- (754163) 2016 GH263
- (754164) 2016 GL265
- (754165) 2016 GO266
- (754166) 2016 GZ268
- (754167) 2016 GO271
- (754168) 2016 GN275
- (754169) 2016 GF276
- (754170) 2016 GC279
- (754171) 2016 GR282
- (754172) 2016 GP285
- (754173) 2016 GY287
- (754174) 2016 GO288
- (754175) 2016 GT293
- (754176) 2016 GR300
- (754177) 2016 GX301
- (754178) 2016 GR303
- (754179) 2016 GS310
- (754180) 2016 GC319
- (754181) 2016 GL333
- (754182) 2016 GN333
- (754183) 2016 HV1
- (754184) 2016 HY3
- (754185) 2016 HE5
- (754186) 2016 HN6
- (754187) 2016 HK7
- (754188) 2016 HC8
- (754189) 2016 HX15
- (754190) 2016 HC22
- (754191) 2016 HJ23
- (754192) 2016 HF25
- (754193) 2016 HS25
- (754194) 2016 HG29
- (754195) 2016 HV39
- (754196) 2016 JS1
- (754197) 2016 JH7
- (754198) 2016 JP9
- (754199) 2016 JZ9
- (754200) 2016 JR10
- (754201) 2016 JZ11
- (754202) 2016 JX19
- (754203) 2016 JG22
- (754204) 2016 JD32
- (754205) 2016 JX37
- (754206) 2016 JX40
- (754207) 2016 JX42
- (754208) 2016 JS46
- (754209) 2016 JY46
- (754210) 2016 JA47
- (754211) 2016 JZ47
- (754212) 2016 JF50
- (754213) 2016 KU8
- (754214) 2016 LX
- (754215) 2016 LQ3
- (754216) 2016 LP7
- (754217) 2016 LS9
- (754218) 2016 LZ12
- (754219) 2016 LO21
- (754220) 2016 LV25
- (754221) 2016 LV29
- (754222) 2016 LC31
- (754223) 2016 LQ31
- (754224) 2016 LC37
- (754225) 2016 LA40
- (754226) 2016 LC40
- (754227) 2016 LB41
- (754228) 2016 LW44
- (754229) 2016 LF50
- (754230) 2016 LS50
- (754231) 2016 LY51
- (754232) 2016 LP52
- (754233) 2016 LC56
- (754234) 2016 LF63
- (754235) 2016 LS64
- (754236) 2016 LE67
- (754237) 2016 LG71
- (754238) 2016 LA75
- (754239) 2016 LA77
- (754240) 2016 LB77
- (754241) 2016 LG79
- (754242) 2016 LH80
- (754243) 2016 LH81
- (754244) 2016 LM81
- (754245) 2016 LP86
- (754246) 2016 LA91
- (754247) 2016 LS91
- (754248) 2016 LO95
- (754249) 2016 LO96
- (754250) 2016 LR96
- (754251) 2016 MD2
- (754252) 2016 MN3
- (754253) 2016 MZ3
- (754254) 2016 NL
- (754255) 2016 NO
- (754256) 2016 NO3
- (754257) 2016 ND6
- (754258) Anghel
- (754259) 2016 NF9
- (754260) 2016 NY10
- (754261) 2016 NM11
- (754262) 2016 NN13
- (754263) 2016 NX17
- (754264) 2016 NQ22
- (754265) 2016 NG26
- (754266) 2016 NZ26
- (754267) 2016 NN31
- (754268) 2016 NE34
- (754269) 2016 NY35
- (754270) 2016 NJ43
- (754271) 2016 NK43
- (754272) 2016 NH45
- (754273) 2016 NP45
- (754274) 2016 NT46
- (754275) 2016 NB47
- (754276) 2016 NR47
- (754277) 2016 NA48
- (754278) 2016 NP50
- (754279) 2016 NX55
- (754280) 2016 NW56
- (754281) 2016 NH57
- (754282) 2016 NK57
- (754283) 2016 NQ58
- (754284) 2016 NH63
- (754285) 2016 NV64
- (754286) 2016 NN70
- (754287) 2016 NL75
- (754288) 2016 NR75
- (754289) 2016 NF79
- (754290) 2016 NV80
- (754291) 2016 NJ84
- (754292) 2016 NY84
- (754293) 2016 NT86
- (754294) 2016 NT88
- (754295) 2016 NA90
- (754296) 2016 ND92
- (754297) 2016 NL94
- (754298) 2016 NB96
- (754299) 2016 NX96
- (754300) 2016 NM107
- (754301) 2016 NR108
- (754302) 2016 NW108
- (754303) 2016 NX108
- (754304) 2016 NF109
- (754305) 2016 NR109
- (754306) 2016 NP111
- (754307) 2016 NY111
- (754308) 2016 NF114
- (754309) 2016 NM114
- (754310) 2016 NT116
- (754311) 2016 NA117
- (754312) 2016 NJ117
- (754313) 2016 NV117
- (754314) 2016 NP119
- (754315) 2016 NY123
- (754316) 2016 NA124
- (754317) 2016 NG124
- (754318) 2016 NL127
- (754319) 2016 NM128
- (754320) 2016 NT140
- (754321) 2016 ND153
- (754322) 2016 ND154
- (754323) 2016 OC1
- (754324) 2016 OQ1
- (754325) 2016 OQ2
- (754326) 2016 ON3
- (754327) 2016 OP3
- (754328) 2016 OQ7
- (754329) 2016 OG9
- (754330) 2016 OD10
- (754331) 2016 OM11
- (754332) 2016 OO11
- (754333) 2016 OL12
- (754334) 2016 PE6
- (754335) 2016 PN6
- (754336) 2016 PR14
- (754337) 2016 PF16
- (754338) 2016 PL16
- (754339) 2016 PP19
- (754340) 2016 PQ20
- (754341) 2016 PK21
- (754342) 2016 PT21
- (754343) 2016 PU23
- (754344) 2016 PW33
- (754345) 2016 PG37
- (754346) 2016 PU40
- (754347) 2016 PZ48
- (754348) 2016 PH50
- (754349) 2016 PQ54
- (754350) 2016 PM56
- (754351) 2016 PK57
- (754352) 2016 PS57
- (754353) 2016 PS59
- (754354) 2016 PB61
- (754355) 2016 PC66
- (754356) 2016 PX69
- (754357) 2016 PB70
- (754358) 2016 PC71
- (754359) 2016 PY71
- (754360) 2016 PQ72
- (754361) 2016 PA73
- (754362) 2016 PE73
- (754363) 2016 PO73
- (754364) 2016 PB75
- (754365) 2016 PF76
- (754366) 2016 PY76
- (754367) 2016 PE77
- (754368) 2016 PE79
- (754369) 2016 PO81
- (754370) 2016 PN83
- (754371) 2016 PE84
- (754372) 2016 PD90
- (754373) 2016 PE90
- (754374) 2016 PD91
- (754375) 2016 PR95
- (754376) 2016 PU95
- (754377) 2016 PF98
- (754378) 2016 PK98
- (754379) 2016 PZ99
- (754380) 2016 PB102
- (754381) 2016 PV104
- (754382) 2016 PA105
- (754383) 2016 PE107
- (754384) 2016 PU108
- (754385) 2016 PW110
- (754386) 2016 PZ110
- (754387) 2016 PG115
- (754388) 2016 PV116
- (754389) 2016 PX117
- (754390) 2016 PT119
- (754391) 2016 PC120
- (754392) 2016 PJ121
- (754393) 2016 PE122
- (754394) 2016 PF122
- (754395) 2016 PL122
- (754396) 2016 PB123
- (754397) 2016 PM124
- (754398) 2016 PQ125
- (754399) 2016 PZ127
- (754400) 2016 PM129
- (754401) 2016 PT129
- (754402) 2016 PY142
- (754403) 2016 PT147
- (754404) 2016 PH153
- (754405) 2016 PL153
- (754406) 2016 PT155
- (754407) 2016 PD156
- (754408) 2016 PF163
- (754409) 2016 PS165
- (754410) 2016 PM166
- (754411) 2016 PQ166
- (754412) 2016 PT166
- (754413) 2016 PU166
- (754414) 2016 PF167
- (754415) 2016 PU167
- (754416) 2016 PU168
- (754417) 2016 PB174
- (754418) 2016 PS175
- (754419) 2016 PV175
- (754420) 2016 PZ175
- (754421) 2016 PC176
- (754422) 2016 PJ182
- (754423) 2016 PB183
- (754424) 2016 PN196
- (754425) 2016 PX241
- (754426) 2016 PB263
- (754427) 2016 QL1
- (754428) 2016 QM1
- (754429) 2016 QT1
- (754430) 2016 QU3
- (754431) 2016 QE6
- (754432) 2016 QN7
- (754433) 2016 QC8
- (754434) 2016 QY9
- (754435) 2016 QN15
- (754436) 2016 QN16
- (754437) 2016 QL18
- (754438) 2016 QF20
- (754439) 2016 QQ21
- (754440) 2016 QN27
- (754441) 2016 QE29
- (754442) 2016 QL30
- (754443) 2016 QK32
- (754444) 2016 QO32
- (754445) 2016 QG33
- (754446) 2016 QR34
- (754447) 2016 QF35
- (754448) 2016 QF36
- (754449) 2016 QR36
- (754450) 2016 QB37
- (754451) 2016 QX38
- (754452) 2016 QH40
- (754453) 2016 QT42
- (754454) 2016 QN45
- (754455) 2016 QW46
- (754456) 2016 QM48
- (754457) 2016 QX49
- (754458) 2016 QZ49
- (754459) 2016 QV54
- (754460) 2016 QO55
- (754461) 2016 QM63
- (754462) 2016 QC65
- (754463) 2016 QN66
- (754464) 2016 QH68
- (754465) 2016 QT68
- (754466) 2016 QX68
- (754467) 2016 QW69
- (754468) 2016 QP70
- (754469) 2016 QJ71
- (754470) 2016 QZ75
- (754471) 2016 QC76
- (754472) 2016 QP77
- (754473) 2016 QN79
- (754474) 2016 QO82
- (754475) 2016 QW84
- (754476) 2016 QG85
- (754477) 2016 QX85
- (754478) 2016 QK86
- (754479) 2016 QZ86
- (754480) 2016 QR87
- (754481) 2016 QS87
- (754482) 2016 QC88
- (754483) 2016 QK89
- (754484) 2016 QA91
- (754485) 2016 QE93
- (754486) 2016 QR94
- (754487) 2016 QY95
- (754488) 2016 QR100
- (754489) 2016 QH101
- (754490) 2016 QZ104
- (754491) 2016 QO105
- (754492) 2016 QU105
- (754493) 2016 QH109
- (754494) 2016 QZ110
- (754495) 2016 QB111
- (754496) 2016 QS113
- (754497) 2016 QW113
- (754498) 2016 QZ113
- (754499) 2016 QL114
- (754500) 2016 QN114
- (754501) 2016 QC115
- (754502) 2016 QG117
- (754503) 2016 QO117
- (754504) 2016 QS117
- (754505) 2016 QX117
- (754506) 2016 QK118
- (754507) 2016 QF119
- (754508) 2016 QB121
- (754509) 2016 QJ127
- (754510) 2016 QD131
- (754511) 2016 QT132
- (754512) 2016 QV144
- (754513) 2016 QJ146
- (754514) 2016 RA3
- (754515) 2016 RO3
- (754516) 2016 RB8
- (754517) 2016 RS8
- (754518) 2016 RU10
- (754519) 2016 RH12
- (754520) 2016 RM18
- (754521) 2016 RU18
- (754522) 2016 RB21
- (754523) 2016 RW21
- (754524) 2016 RC26
- (754525) 2016 RA27
- (754526) 2016 RW27
- (754527) 2016 RZ27
- (754528) 2016 RP28
- (754529) 2016 RQ29
- (754530) 2016 RD30
- (754531) 2016 RH31
- (754532) 2016 RT31
- (754533) 2016 RN36
- (754534) 2016 RL38
- (754535) 2016 RN39
- (754536) 2016 RV43
- (754537) 2016 RN45
- (754538) 2016 RJ46
- (754539) 2016 RN47
- (754540) 2016 RP47
- (754541) 2016 RR47
- (754542) 2016 RU47
- (754543) 2016 RX47
- (754544) 2016 RX48
- (754545) 2016 RA49
- (754546) 2016 RO50
- (754547) 2016 RU50
- (754548) 2016 RH51
- (754549) 2016 RE52
- (754550) 2016 RK55
- (754551) 2016 RV55
- (754552) 2016 RP57
- (754553) 2016 RZ59
- (754554) 2016 RJ60
- (754555) 2016 RQ60
- (754556) 2016 RT60
- (754557) 2016 RM67
- (754558) 2016 RP67
- (754559) 2016 RE68
- (754560) 2016 RK68
- (754561) 2016 RM70
- (754562) 2016 RN70
- (754563) 2016 RQ71
- (754564) 2016 SD5
- (754565) 2016 SE7
- (754566) 2016 SY17
- (754567) 2016 SM19
- (754568) 2016 SV20
- (754569) 2016 SF23
- (754570) 2016 ST29
- (754571) 2016 SU29
- (754572) 2016 SP30
- (754573) 2016 SU31
- (754574) 2016 SW31
- (754575) 2016 SX33
- (754576) 2016 SA35
- (754577) 2016 SC35
- (754578) 2016 SQ37
- (754579) 2016 SR37
- (754580) 2016 SH39
- (754581) 2016 SU40
- (754582) 2016 ST43
- (754583) 2016 SV44
- (754584) 2016 SV46
- (754585) 2016 SL47
- (754586) 2016 SQ47
- (754587) 2016 SU48
- (754588) 2016 SQ49
- (754589) 2016 SH50
- (754590) 2016 SJ50
- (754591) 2016 SK51
- (754592) 2016 SD52
- (754593) 2016 ST54
- (754594) 2016 SQ72
- (754595) 2016 SD75
- (754596) 2016 SF75
- (754597) 2016 SG75
- (754598) 2016 SH75
- (754599) 2016 SL75
- (754600) 2016 SQ75
- (754601) 2016 SZ78
- (754602) 2016 SY81
- (754603) 2016 SS84
- (754604) 2016 SZ84
- (754605) 2016 SL85
- (754606) 2016 SM85
- (754607) 2016 SN85
- (754608) 2016 SQ86
- (754609) 2016 SR86
- (754610) 2016 SR88
- (754611) 2016 TN
- (754612) 2016 TX
- (754613) 2016 TC1
- (754614) 2016 TR1
- (754615) 2016 TB3
- (754616) 2016 TN3
- (754617) 2016 TS3
- (754618) 2016 TK4
- (754619) 2016 TU5
- (754620) 2016 TM6
- (754621) 2016 TY6
- (754622) 2016 TY7
- (754623) 2016 TL8
- (754624) 2016 TK13
- (754625) 2016 TH14
- (754626) 2016 TN14
- (754627) 2016 TQ16
- (754628) 2016 TA17
- (754629) 2016 TY20
- (754630) 2016 TK22
- (754631) 2016 TV22
- (754632) 2016 TE23
- (754633) 2016 TM23
- (754634) 2016 TM24
- (754635) 2016 TN24
- (754636) 2016 TP24
- (754637) 2016 TC25
- (754638) 2016 TR26
- (754639) 2016 TG29
- (754640) 2016 TD30
- (754641) 2016 TG30
- (754642) 2016 TS32
- (754643) 2016 TG33
- (754644) 2016 TK33
- (754645) 2016 TL38
- (754646) 2016 TM39
- (754647) 2016 TT42
- (754648) 2016 TB44
- (754649) 2016 TG44
- (754650) 2016 TY46
- (754651) 2016 TD47
- (754652) 2016 TZ51
- (754653) 2016 TM53
- (754654) 2016 TU53
- (754655) 2016 TC54
- (754656) 2016 TM55
- (754657) 2016 TU56
- (754658) 2016 TH58
- (754659) 2016 TL59
- (754660) 2016 TO59
- (754661) 2016 TO63
- (754662) 2016 TC64
- (754663) 2016 TN64
- (754664) 2016 TS64
- (754665) 2016 TA67
- (754666) 2016 TD67
- (754667) 2016 TK67
- (754668) 2016 TS67
- (754669) 2016 TB70
- (754670) 2016 TN70
- (754671) 2016 TJ71
- (754672) 2016 TZ71
- (754673) 2016 TM72
- (754674) 2016 TW72
- (754675) 2016 TR74
- (754676) 2016 TB75
- (754677) 2016 TM75
- (754678) 2016 TR77
- (754679) 2016 TK78
- (754680) 2016 TY79
- (754681) 2016 TE83
- (754682) 2016 TD84
- (754683) 2016 TY84
- (754684) 2016 TC85
- (754685) 2016 TU86
- (754686) 2016 TC87
- (754687) 2016 TE87
- (754688) 2016 TJ89
- (754689) 2016 TT89
- (754690) 2016 TB90
- (754691) 2016 TJ90
- (754692) 2016 TX90
- (754693) 2016 TA91
- (754694) 2016 TC91
- (754695) 2016 TZ91
- (754696) 2016 TC92
- (754697) 2016 TW92
- (754698) 2016 TZ92
- (754699) 2016 TW95
- (754700) 2016 TY97
- (754701) 2016 TE98
- (754702) 2016 TJ98
- (754703) 2016 TM98
- (754704) 2016 TO101
- (754705) 2016 TE102
- (754706) 2016 TV103
- (754707) 2016 TY103
- (754708) 2016 TB105
- (754709) 2016 TP105
- (754710) 2016 TU105
- (754711) 2016 TM107
- (754712) 2016 TQ109
- (754713) 2016 TV114
- (754714) 2016 TO116
- (754715) 2016 TN118
- (754716) 2016 TW118
- (754717) 2016 TK119
- (754718) 2016 TV120
- (754719) 2016 TS121
- (754720) 2016 TX121
- (754721) 2016 TL122
- (754722) 2016 TC123
- (754723) 2016 TG123
- (754724) 2016 TG124
- (754725) 2016 TN124
- (754726) 2016 TF125
- (754727) 2016 TH127
- (754728) 2016 TB129
- (754729) 2016 TV130
- (754730) 2016 TT131
- (754731) 2016 TZ132
- (754732) 2016 TZ133
- (754733) 2016 TJ134
- (754734) 2016 TY134
- (754735) 2016 TK137
- (754736) 2016 TG138
- (754737) 2016 TT138
- (754738) 2016 TV138
- (754739) 2016 TX138
- (754740) 2016 TZ138
- (754741) 2016 TC139
- (754742) 2016 TJ139
- (754743) 2016 TL139
- (754744) 2016 TP139
- (754745) 2016 TZ144
- (754746) 2016 TP145
- (754747) 2016 TX147
- (754748) 2016 TA148
- (754749) 2016 TT148
- (754750) 2016 TF150
- (754751) 2016 TQ150
- (754752) 2016 TY150
- (754753) 2016 TH151
- (754754) 2016 TK151
- (754755) 2016 TC154
- (754756) 2016 TO159
- (754757) 2016 TN169
- (754758) 2016 TY184
- (754759) 2016 UL
- (754760) 2016 UZ
- (754761) 2016 UB1
- (754762) 2016 UE1
- (754763) 2016 UG3
- (754764) 2016 UC4
- (754765) 2016 UH4
- (754766) 2016 UC5
- (754767) 2016 UF6
- (754768) 2016 UB7
- (754769) 2016 UJ7
- (754770) 2016 UO7
- (754771) 2016 UB8
- (754772) 2016 UN8
- (754773) 2016 UQ11
- (754774) 2016 US14
- (754775) 2016 UV14
- (754776) 2016 UR16
- (754777) 2016 UY18
- (754778) 2016 UQ20
- (754779) 2016 UZ21
- (754780) 2016 UH23
- (754781) 2016 UX23
- (754782) 2016 UZ23
- (754783) 2016 UD24
- (754784) 2016 UU24
- (754785) 2016 UT26
- (754786) 2016 UW26
- (754787) 2016 UF28
- (754788) 2016 UL29
- (754789) 2016 UT29
- (754790) 2016 UF31
- (754791) 2016 UA32
- (754792) 2016 UK32
- (754793) 2016 UK33
- (754794) 2016 UW33
- (754795) 2016 UL35
- (754796) 2016 UM35
- (754797) 2016 UV36
- (754798) 2016 UP37
- (754799) 2016 UJ38
- (754800) 2016 UR38
- (754801) 2016 UV39
- (754802) 2016 UQ40
- (754803) 2016 UO42
- (754804) 2016 US42
- (754805) 2016 UK43
- (754806) 2016 UL43
- (754807) 2016 UA44
- (754808) 2016 UW44
- (754809) 2016 UD46
- (754810) 2016 UL48
- (754811) 2016 UC49
- (754812) 2016 UQ50
- (754813) 2016 UE54
- (754814) 2016 UO56
- (754815) 2016 UW56
- (754816) 2016 UK57
- (754817) 2016 UR57
- (754818) 2016 UV59
- (754819) 2016 UL60
- (754820) 2016 UR60
- (754821) 2016 UA61
- (754822) 2016 UQ63
- (754823) 2016 UB64
- (754824) 2016 UM67
- (754825) 2016 US67
- (754826) 2016 UR68
- (754827) 2016 UV68
- (754828) 2016 UA69
- (754829) 2016 UF69
- (754830) 2016 UJ69
- (754831) 2016 UG70
- (754832) 2016 UZ70
- (754833) 2016 UH71
- (754834) 2016 UB72
- (754835) 2016 UR72
- (754836) 2016 UH74
- (754837) 2016 UJ74
- (754838) 2016 UL74
- (754839) 2016 UN75
- (754840) 2016 UW75
- (754841) 2016 UP76
- (754842) 2016 UB77
- (754843) 2016 UE77
- (754844) 2016 US77
- (754845) 2016 UZ77
- (754846) 2016 UW79
- (754847) 2016 UZ79
- (754848) 2016 UE80
- (754849) 2016 UG80
- (754850) 2016 UZ81
- (754851) 2016 UE82
- (754852) 2016 UL82
- (754853) 2016 UF83
- (754854) 2016 UJ83
- (754855) 2016 UT83
- (754856) 2016 UH85
- (754857) 2016 UX86
- (754858) 2016 UH87
- (754859) 2016 UR87
- (754860) 2016 US89
- (754861) 2016 UN90
- (754862) 2016 UB91
- (754863) 2016 UG94
- (754864) 2016 UJ94
- (754865) 2016 UW94
- (754866) 2016 UK95
- (754867) 2016 UC96
- (754868) 2016 UD96
- (754869) 2016 US96
- (754870) 2016 UM97
- (754871) 2016 UO98
- (754872) 2016 UW98
- (754873) 2016 UP99
- (754874) 2016 UD100
- (754875) 2016 UH102
- (754876) 2016 UA103
- (754877) 2016 UL106
- (754878) 2016 UA111
- (754879) 2016 UF111
- (754880) 2016 UG115
- (754881) 2016 UM115
- (754882) 2016 UL116
- (754883) 2016 UK120
- (754884) 2016 UL120
- (754885) 2016 UZ120
- (754886) 2016 UF122
- (754887) 2016 UX122
- (754888) 2016 UC123
- (754889) 2016 UM128
- (754890) 2016 UF134
- (754891) 2016 UM139
- (754892) 2016 UP139
- (754893) 2016 UK146
- (754894) 2016 UT146
- (754895) 2016 UQ148
- (754896) 2016 UR148
- (754897) 2016 UB149
- (754898) 2016 UN150
- (754899) 2016 UW150
- (754900) 2016 US151
- (754901) 2016 UV153
- (754902) 2016 UW153
- (754903) 2016 UY153
- (754904) 2016 UB173
- (754905) 2016 UM178
- (754906) 2016 UQ188
- (754907) 2016 UX188
- (754908) 2016 UE205
- (754909) 2016 UM208
- (754910) 2016 UN221
- (754911) 2016 UY223
- (754912) 2016 UR225
- (754913) 2016 UN245
- (754914) 2016 UK246
- (754915) 2016 UM246
- (754916) 2016 UA249
- (754917) 2016 UN251
- (754918) 2016 UU251
- (754919) 2016 UZ251
- (754920) 2016 UN252
- (754921) 2016 UP252
- (754922) 2016 US252
- (754923) 2016 UB254
- (754924) 2016 UU254
- (754925) 2016 UW254
- (754926) 2016 UC255
- (754927) 2016 UH255
- (754928) 2016 UF256
- (754929) 2016 UY256
- (754930) 2016 UF258
- (754931) 2016 UL258
- (754932) 2016 UB259
- (754933) 2016 UM259
- (754934) 2016 UW259
- (754935) 2016 UY259
- (754936) 2016 UR260
- (754937) 2016 UK266
- (754938) 2016 UA281
- (754939) 2016 UM281
- (754940) 2016 VC2
- (754941) 2016 VB6
- (754942) 2016 VC6
- (754943) 2016 VH7
- (754944) 2016 VV8
- (754945) 2016 VA9
- (754946) 2016 VN9
- (754947) 2016 VS9
- (754948) 2016 VX9
- (754949) 2016 VX10
- (754950) 2016 VH11
- (754951) 2016 VZ14
- (754952) 2016 VG15
- (754953) 2016 VO15
- (754954) 2016 VG16
- (754955) 2016 VJ16
- (754956) 2016 VU16
- (754957) 2016 VS17
- (754958) 2016 VW18
- (754959) 2016 VX18
- (754960) 2016 VU19
- (754961) 2016 VV19
- (754962) 2016 VN20
- (754963) 2016 VZ20
- (754964) 2016 VK21
- (754965) 2016 VQ21
- (754966) 2016 VL22
- (754967) 2016 VO22
- (754968) 2016 VR22
- (754969) 2016 VT22
- (754970) 2016 VX28
- (754971) 2016 VJ29
- (754972) 2016 VG30
- (754973) 2016 VN30
- (754974) 2016 VO30
- (754975) 2016 VW31
- (754976) 2016 VX31
- (754977) 2016 VA32
- (754978) 2016 VD33
- (754979) 2016 VJ33
- (754980) 2016 VZ33
- (754981) 2016 VM34
- (754982) 2016 VY34
- (754983) 2016 VY35
- (754984) 2016 VD36
- (754985) 2016 VW36
- (754986) 2016 VX36
- (754987) 2016 VJ38
- (754988) 2016 VS40
- (754989) 2016 VD41
- (754990) 2016 VJ41
- (754991) 2016 VO42
- (754992) 2016 VL55
- (754993) 2016 WD4
- (754994) 2016 WW4
- (754995) 2016 WH5
- (754996) 2016 WS5
- (754997) 2016 WC6
- (754998) 2016 WD6
- (754999) 2016 WR6
- (755000) 2016 WW10